# 후나야마 유지
후나야마 유지(일본어: 船山 祐二, 1985년 1월 19일 ~ )는 일본의 전 축구 선수이다.

## 구단 경력
과거 가시마 앤틀러스, 세레소 오사카, 몬테디오 야마가타, 아비스파 후쿠오카, 도쿄 베르디에서 활동하였다.